# Вишня мелкопильчатая
Ви́шня мелкопи́льчатая, или черёмуха мелкопильчатая (лат. Prunus serrulata) — вид деревьев рода Слива (Prunus) семейства Розовые (Rosaceae).

## Ботаническое описание
Дерево до 25 метров высотой. Крона яйцевидной формы. Кора буровато или коричневато-серая, гладкая. Побеги желтовато-серые, голые.
Листья эллиптические, яйцевидные или обратнояйцевидные, длиной до 13 см, шириной до 5 см с внезапно длинно оттянутой вершиной, округлым, сердцевидным или клиновидным основанием.
Цветки по 2—4 в кистях до 5 см длиной. Венчик белый или розовый, 2,5—3 см в диаметре.
Плод — округло-эллипсоидальная костянка, чуть приострённая на вершине, около 8 мм длиной, 5—7 мм шириной, вначале пурпурно-чёрная, позже чёрная. Несъедобная. Косточка яйцевидная, 6×4 мм.
Цветение в апреле-мае.

## Распространение
Япония, Корейский полуостров и часть территории Китая.
Склоны гор в смешанных лесах.

## Формы
- f. perpendens — с длинными плакучими ветвями.
- f. albo-plena — с белыми махровыми цветками.
- f. roseo-plena — с розовыми махровыми цветками.
- f. lannesiana (Cerasus lannesiana) — с ароматными белыми или розовыми махровыми цветками[3].

## В культуре

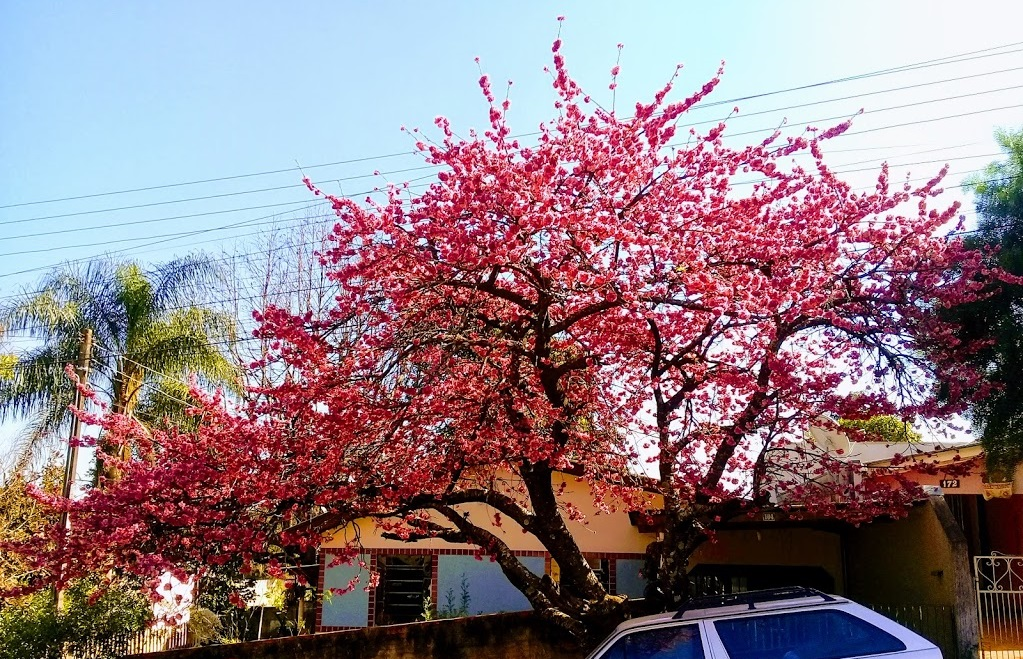
Вишня в Понта-Гросса, южная Бразилия

Введена в культуру очень давно как декоративно-цветущий вид. В Японии считается одним из видов сакуры — сатодзакура (яп. 里桜 — «сельская вишня»). На территории бывшего СССР выращивалась в Санкт-Петербурге, Латвии и Эстонии (где не морозостойка). В Киеве, Ростове-на-Дону, Пятигорске, Ереване, Львове, в Закарпатье, на Черноморском побережье Кавказа зимует успешно. В Никитском ботаническом саду чувствительна к засухе, в защищённых местоположениях обильно цветёт.